# Subnormale

Graphische Darstellung einer Subnormalen (gelbe Strecke)

Die Subnormale ist ein Begriff aus der Analysis. Ist eine Kurve differenzierbar in einer Stelle {\displaystyle x_{0}}, so ist die Subnormale die Strecke zwischen der Stelle {\displaystyle x_{0}} auf der Abszisse und der Nullstelle der Normalen. In der nebenstehenden Abbildung ist die betrachtete Kurve rot und die Normale in {\displaystyle x_{0}} grün dargestellt. Die Projektion der Normalen auf die Abszisse heißt Subnormale (gelb).
Über die Gleichung der Normalen
{\displaystyle n(x)={\frac {-1}{f'(x_{0})}}\cdot (x-x_{0})+f(x_{0})}
gelangt man zur Nullstelle {\displaystyle x_{s}=f(x_{0})\cdot f'(x_{0})+x_{0}} und somit zur Subnormalen {\displaystyle |f(x_{0})\cdot f'(x_{0})|}.
Der Betrag der Subnormalen der {\displaystyle e}-Funktion {\displaystyle f(x)=e^{x}} ist für alle Normalen {\displaystyle e^{2x}}, da gilt:
{\displaystyle |f(x_{0})\cdot f'(x_{0})|=|e^{x_{0}}\cdot e^{x_{0}}|=e^{2x_{0}}}.
Bei Parabeln, die zur {\displaystyle x}-Achse symmetrisch sind, hat die Subnormale an allen Stellen {\displaystyle x_{0}} dieselbe Länge. Mit der Funktionsgleichung
{\displaystyle f(x)=\pm {\sqrt {2a(x-c)}}},
wobei {\displaystyle a\neq 0} und {\displaystyle c} feste Parameter sind, ergibt sich die Länge {\displaystyle |f(x_{0})\cdot f'(x_{0})|=|a|}.
Als Analogie zur Tangente gibt es die Subtangente.